# Alexander Weinstein
Alexander Weinstein (Saratov, 21 de janeiro de 1897 — Washington, D.C., 6 de novembro de 1979) foi um matemático russo radicado nos Estados Unidos.
Trabalhou com problemas de valores sobre o contorno em dinâmica dos fluidos.

## Publicações
- Weinstein, Alexander (1978),  Díaz, J. B., ed., Selecta, ISBN 978-0-273-08411-2, London: Pitman Publishing Ltd., MR 518819